# Tsewang Tamdin
Tsewang Tamdin, (tibétain : ཚེ་དབང་རྟ་མགྲིན, Wylie : tshe dbang rta mgrin), né à Toe Dhingri, au Tibet, le 15 août 1957 est un docteur en médecine tibétaine et le médecin du dalaï-lama.

## Biographie
Tsewang Tamdin est né le 15 août 1957 à Toe Dhingri. Son père est appelé Tsewang, et sa mère Lobsang Dolma.   
À la suite de l’exode tibétain de 1959, il rejoint l’Inde en 1965 et est scolarisé à l'École centrale pour les Tibétains de Dalhousie de 1965 à 1972 et y étudie le tibétain, le hindi et l'anglais. En mars 1972, il rejoint le troisième groupe d'étudiants du Men-Tsee-Khang et termine ses études de médecine traditionnelle tibétaine en 1978. Tsewang Tamdin effectue un stage sous la direction du docteur Tashi Gyaltsen en 1979 à la clinique de Bylakuppe du Men-Tsee-Khang où il ouvre son cabinet médical la même année.
De 1980 à 1983, il est médecin résident adjoint à Men-Tsee-Khang à Dharamsala, assistant  les docteurs Tenzin Choedrak et Jamyang Tashi Tsona.
En 1984, le Tsewang Tamdin est nommé médecin résident permanent de la clinique secondaire Men-Tsee-Khang à Nizamuddin, New Delhi et en 1994, il est nommé médecin-chef de la même clinique, une fonction qu’il assure durant 18 ans. Tsewang Tamdin  obtient  les diplômes de Menrampa Chungwa et Menrampa Dringwa en médecine traditionnelle tibétaine en 1987 et 1999 respectivement. 
De décembre 1995 à mars 1996, il est médecin invité du All India Institutes of Medical Sciences (en) où il fait l'expérience du diagnostic et des traitements de la médecine occidentale au service de cancérologie, de médecine interne, de radiologie gastrointestinale de l'institut. 
Le 1er septembre 2001 à novembre 2004, il est nommé directeur du département pharmaceutique de Dharamsala.
En septembre 2001, Tsewang Tamdin est nommé docteur du dalaï-lama, une fonction qu’il continue d’exercer.
En 2003, il est vice-président du High Level Medical & Astro, Comité du Men-Tsee-Khang.
De décembre 2004 à août 2006, il est nommé directeur adjoint du Men-Tsee-Khang.
Du  1er mars 2007 au 30 septembre 2008, il est nommé directeur du Collège Men-Tsee-Khang.
Du  1er octobre 2008 au 30 mars 2010, il est nommé conseiller spécial du Men-Tsee-Khang.
Tsewang Tamdin est invité avec Ngawang Samten et Tsering Thakchoe Drungtso pour une audition le 21 juillet 2010 par une commission parlementaire permanente indienne composée de trente-deux députés et présidée par Amar Singh, jouant un rôle dans la reconnaissance de Sowa Rigpa (la médecine tibétaine) en Inde en lien avec le Ministry of Ayush (en),. 
Le 1er avril 2010, il est nommé directeur du Men-Tsee-Khang et a demandé à prendre sa retraite volontairement de son poste à compter du 1er mars 2012.
Le 2 mars 2012, il est nommé président du Conseil académique tibétain Médecine et Astrologie et occupe actuellement le même poste.
En octobre 2012, il est nommé membre exécutif du Conseil central de médecine tibétaine. 
Il assure des consultations de santé auprès du grand public dès 5h du matin à 13h tous les jours.

## Publications
- (en) Préface de : Tsering Thakchoe Drungtso, Tibetan Medicine: The Healing Science of Tibet, Dharamsala: Drungtso Publications, 2004,  (ISBN 8190139517)
- (en) Sarah Sallon, Stanley Roberts, Tsewang Tamdin, Jamyang Tashi, Rigzin Sangmo, Tenzin Lhundup, Pempa Pempa, Trevor W. Tanton, Comment on “Traditional Tibetan Medicine Induced High Methylmercury Exposure Level and Environmental Mercury Burden in Tibet, China”, Environmental Science & Technology, Vol 53/Issue 21, 2019